# فونتزازو
فونتزازو (به ایتالیایی: Fonzaso) یک کومونه در ایتالیا است که در استان بلونو واقع شده‌است.

## خصوصیات
فونتزازو ۲۷٫۵ کیلومترمربع مساحت و ۳٬۴۱۲ نفر جمعیت دارد.